# Delia florilega
Delia florilega är en tvåvingeart som först beskrevs av Zetterstedt 1845.  Delia florilega ingår i släktet Delia och familjen blomsterflugor. Arten är reproducerande i Sverige. Inga underarter finns listade i Catalogue of Life.